# Akinobu Ōsako
Akinobu Ōsako (jap. 大迫明伸, Ōsako Akinobu; * 27. November 1960 in Kobayashi, Präfektur Miyazaki) ist ein japanischer Judoka, der nach seiner aktiven Laufbahn als internationaler Schiedsrichter tätig war.
Der 1,70 m große Akinobu Ōsako belegte 1986 beim Tournoi de Paris den zweiten Platz im Mittelgewicht hinter dem Franzosen Fabien Canu. Bei den Olympischen Spielen 1988 in Seoul bezwang er in seinem ersten Kampf den Angolaner José António Inácio durch Ippon nach 1:42 min. Sein zweiter Kampf gegen den Brasilianer Walter Carmona ging über die volle Distanz, Ōsako erreichte durch Schiedsrichterentscheid (yusei-gachi) die nächste Runde. Im Viertelfinale traf er auf den Chinesen Liu Junlin, nach 2:26 min stand der Japaner im Halbfinale. Dort unterlag er dem Österreicher Peter Seisenbacher durch eine Yuko-Wertung. Den Kampf um eine Bronzemedaille gewann Ōsako gegen Fabien Canu durch yusei-gachi.
Im Jahr nach den Olympischen Spielen gewann Ōsako seine ersten beiden Kämpfe bei den Weltmeisterschaften 1989 in Belgrad gegen den Schweizer Daniel Kistler und den Österreicher Rudolf Buchsteiner. Im Viertelfinale unterlag er Roman Karger aus der Tschechoslowakei, in der Hoffnungsrunde schied er gegen Axel Lobenstein aus der DDR aus und belegte den geteilten neunten Platz.
Akinobu Ōsako war in den 2010er Jahren stellvertretender Vorsitzender der Schiedsrichterkommission in der japanischen Judo-Föderation. Er war Schiedsrichter bei den Weltmeisterschaften von 2010 bis 2015 und Hauptschiedsrichter der Olympischen Spiele 2012 und 2016.